# بئر ابن سرار
بئر ابن سرار أو بئر رنوم أو بئر الفيل موقع أثري يقع بالقرب من بيشة جنوب المملكة العربية السعودية.

## الموقع
تقع بئر ابن سرار إلى الجنوب الشرقي من مدينة بيشة بمسافة تصل إلى نحو 55 كم٬ وقد اكتسبت اسمها من اسم الوادي الذي ذكره الهجري في وصفه واديي بيشة وترج.

## الرحلة
وصف الحسن بن أحمد الهمداني مياه بئر رنوم ببالغ الغزارة والعمق٬ وذلك في أثناء تعليقه على أبيات أحمد بن عيسى الرداعي التي تصف الموقع ذاته. ومن الرحالة الذين توقفوا عند هذه البئر ووصفوها كل من فؤاد حمزة عام 1353 هـ الموافق 1934م، والحاج عبد الله فيلبي عام 1355 هـ الموافق 1936م.

## الآثار
يحتوي الموقع حاليا على بئر لا زالت تُعرف محليا باسم بئر (ابن سرار) أو باسم (بئر الفيل)٬ أما الوادي فلا يزال يحتفظ بالاسم القديم. وقد حُفرت البئر في وسط الوادي الذي ينتشر في جنباته كثير من الأشجار مستديمة الخضرة. كما تشتمل الصخور البركانية المحيطة بالموقع على عدد من النقوش الصخرية العربية الإسلامية المبكرة غير المؤرخة٬ إلى جانب وجود مجموعة من الوسوم القبلية القديمة.